# Old Glossop
Old Glossop – wieś w Anglii, w hrabstwie Derbyshire, w dystrykcie High Peak. Leży 66 km na północny zachód od miasta Derby i 248 km na północny zachód od Londynu.